# Beasts and Bumpkins
Beasts & Bumpkins (рус. Звери и деревенщина) — компьютерная игра
в жанре стратегии в реальном времени. Используется изометрическая графика. Действие игры происходит в сельской местности: значительную роль играет ведение хозяйства. Однако в игре есть и боевая составляющая.

## Сюжет
Игрок действует от имени лорда Ми́лдью (Lord Mildew), который после столкновения с другими феодалами лишился вассалов, состояния и был выслан на остров Локьядор (Lokyador). Лорду предстоит вернуть и приумножить былое величие, став королём, для чего необходимо выполнить 30 миссий.

## Игровой процесс
Каждая миссия начинается с определённым набором юнитов и строений. Основные виды заданий в игре:
- Накопление определённой суммы золота
- Достижение определённого населения
- Уничтожение враждебного клана
- Уничтожение логова монстров
- Добывание артефактов

Для достижения цели игроку придётся расширять своё хозяйство, возводя новые строения, производя продовольствие и производя воинов. От количества жилых домов будет зависеть численность популяции. Увеличение популяции происходит «естественным» путём, когда в жилом доме встречаются мужчина и женщина. 
Главным ресурсом является золото, однако есть и несколько других ресурсов, от наличия которых будет зависеть качество жизни жителей (продолжительность жизни, продуктивность): яйца, молоко, хлеб, вода, сидр. Потребление этих ресурсов приносит доход. К тому же существует налог на жильё, а также церковный налог. Цены на ресурсы можно изменять. Чем ниже уровень цен, тем выше уровень счастья у населения. Высокие цены ведут к ухудшению качества жизни и к увеличению числа преступлений: побоев, краж, убийств.
В игре время поделено на сезоны и на время суток. Сезоны различаются по внешнему виду и обладают характерными особенностями: осенью созревают поля пшеницы (если не было применено заклинание «Fast Food»), зимой посаженные поля погибают. Ночь отличается ото дня освещённостью: ночью экран темнеет, жители ложатся спать. Если житель проводит ночь без отдыха, у него снижается уровень здоровья, что отрицательно сказывается на продолжительности его жизни.
На карте растут разнообразные грибы, обладающие различными эффектами от лечения до умерщвления употребившего их персонажа. На картах могут обитать дикие животные (осы, волки), способные нападать на жителей.

## Юниты
Характерной чертой Beasts & Bumpkins является особая система обращения с юнитами. Единственным видом юнитов в игре являются деревенские жители, мужчины и женщины. Жители за жизнь проходят три возрастных этапа: детство, зрелость и старость, в зрелом возрасте они находятся определённое количество времени — в среднем 2-3 года, то есть 8-12 сезонов. Дети, как и старики, способны лишь потреблять продовольствие; зрелые же жители способны собирать урожай и воспроизводить потомство. Зрелые мужчины способны к строительству, а также их можно превращать в членов гильдий (строителей, дружинников, рыцарей и так далее). Зрелые женщины способны доить коров, доить коров могут также и девушки, не достигшие зрелости.
Для нормального функционирования общества необходимо, чтобы жители имели свободу поведения: чтобы они сами устраивались на ночлег, потребляли продовольствие, иначе их здоровье может снизиться.

## Гильдии
В игре существуют гильдии, в которых мужчины могут быть превращены в юниты с особыми способностями. Для вхождения в гильдию необходимо некоторое количество денег, выход из гильдии бесплатный. Члены гильдий не подвержены старости, однако по выходу из гильдии мужчина доживает оставшееся ему время.
В игре представлены следующие гильдии:
- Гильдия строителей — выпускает строителей (Builder), которые строят здания быстрее обычных мужчин и ремонтируют здания. Строители также участвуют в воспроизводстве жителей, но их дети много пьют и быстро умирают, поэтому надо постоянно следить за ними, чтобы они не ночевали с женщинами.
- Гильдия дружинников — выпускает дружинников (Footman), которые живучее и сильнее обычных жителей в бою.
- Гильдия лучников — выпускает лучников (Archer), которые обладают дистанционной атакой.
- Гильдия рыцарей — выпускает рыцарей (Knight), которые сильнее дружинников, однако ходят гораздо медленней.
- Конюшни — в них рыцарей можно повышать до кавалеристов (Cavalier), обладающих гораздо большей скоростью передвижения.
- Гильдия волшебников — выпускает волшебников (Wizard), которые способны, используя ману, произносить заклинания. Волшебники обладают определённым списком заклинаний в начале миссии, однако на карте могут быть найдены свитки с дополнительными заклинаниями.
- Тюрьма — выпускает тюремщиков, которые осуществляют наказания.
- Церковь — выпускает священников (Priest), которые по своим способностям сходны с волшебниками. Кроме того, священник хоронит людей возле церкви, предотвращая эпидемию чумы.
- Ратуша — выпускает сборщиков налогов.
- Гильдия менестрелей — выпускает менестрелей (Minstrel), которые развлекают жителей деревни, делая их более счастливыми.